# Viva, Viva a FRELIMO
"Viva, Viva a FRELIMO" (Portugees: "Lang leve FRELIMO") was van juni 1975 tot 30 april 2002 het volkslied van Mozambique.
Het lied werd in de jaren 70 door Justino Sigaulane Chemane geschreven ter ere van de grootste politieke partij in Mozambique tussen de onafhankelijkheid in 1975 en 1992. In 1992 werden verkiezingen uitgeschreven waaraan meerdere partijen mochten meedoen en werd de tekst van het volkslied verwijderd.
In april 1997 schreef de regering van Mozambique een wedstrijd uit voor een nieuw volkslied. De winnaar, Pátria Amada is sinds 30 april 2002 het nieuwe volkslied van het land.

## Tekst
```
Portugese tekst
                       
Nederlandse vertaling

Viva, viva a FRELIMO,                 Lang leve FREMILO,
Guia do Povo Moçambicano!             Gids van het volk van Mozambique,
Povo heróico qu'arma em punho         Heldhaftige mensen die, met geweer in de hand,
O colonialismo derubou.               Het kolonialisme hebben verdreven.
Todo o Povo unido                     Het vereende volk,
Desde o Rovuma até o Maputo,          Van de Rovuma tot aan Maputo,
Luta contra imperialismo              Strijdt tegen het imperialisme.
Continua e sempre vencerá.            De strijd gaat door en zal gewonnen worden.

Refrein:
                              
Refrein:

Viva Moçambique!                      Lang leve Mozambique!
Viva a Bandeira, simbolo Nacional!    Lang leve onze vlag, ons nationaal symbool!
Viva Moçambique!                      Lang leve Mozambique!
Que por ti o Povo lutará.             Voor u voert het volk de strijd.

Unido ao mundo inteiro,               Verbonden met de hele wereld,
Lutando contra a burguesia,           Vechtend tegen de burgerij,
Nossa Pátria será túmulo              Zal ons land het graf vormen
Do capitalismo e exploração.          Van kapitalisme en uitbuiting.
O Povo Moçambicano                    Het volk van Mozambique,
D'operários e de camponeses,          Arbeiders en boeren,
Engajado no trabalho                  Zal al werkende
A riqueza sempre brotará.             Immer tot grote welvaart komen.

Refrein
                               
Refrein
```